# SUNDAY NAVIGATION
『SUNDAY NAVIGATION（サンデーナビゲーション）』は、エフエムナックファイブで毎週日曜4:00~8:00まで生放送されたラジオ番組である。
放送期間は2003年4月6日〜2008年3月30日。以前は5:00～8:00の3時間番組であった。

## パーソナリティー
- 片桐八千代

## スタッフ
- ディレクター　※麺ナビのコーナーに、それぞれが隔週で出演していた。
  - 背油チャッチャブラザーズ1号:ヤマザキ
  - 背油チャッチャブラザーズ2号:オチアイ

## タイムテーブル

### 4時台
- 4:00 Opning
- 4:10 News Flash Part1
- 4:20 News Flash Part2
- 4:45 麺Navi

### 5時台
- 5:00 NACK5 Traffic
- 5:20 Golf Weather
- 5:30 Trend
- 5:40 Golf Weather
- 5:43 Road to Musician

### 6時台
- 6:00 NACK5 News
- 6:05 SUNDAY CRUISE(貴水博之)
- 6:30 NACK5 Weather
- 6:50 新聞斜め読みチェック

### 7時台
- 7:00 Sunday City Walker
- 7:10 Leisure Weather
- 7:20 Walk in the Music
- 7:50 Ending